# Anthophora kigomensis
Anthophora kigomensis är en biart som beskrevs av Cockerell 1938. Anthophora kigomensis ingår i släktet pälsbin, och familjen långtungebin. Inga underarter finns listade i Catalogue of Life.